# Batalla de Łomazy
La batalla de Łomazy fue una batalla librada el 15 de septiembre de 1769 en el contexto de la Confederación de Bar durante la retirada de Włodawa.
Poco después de que la vanguardia de las tropas confederadas comandada por Francisco Pulaski abandonara Włodawa hacia Łomazy, la caballería rusa al mando de Karl Gustav von Rönne, conde de Castelli, atacó al resto de las tropas confederadas al mando de Casimiro Pulaski que descansaban en Włodawa. Casimiro Pulaski y Józef Miączyński organizaron la defensa de Włodawa, pero pronto se produjo una retirada hacia Łomazy. Después de recibir información falsa de los primeros retirados de Włodawa sobre que su hermano Casimiro Pulaski había sido capturado por la tropa rusa, Francisco Pulaski dio marcha atrás. El 15 de septiembre de 1769 por la mañana, después de que el resto de las fuerzas confederadas hubieran llegado de Włodawa, después de cambiar muchas veces la dirección de la marcha nocturna, tuvo lugar una batalla en los campos entre Łomazy, Studzianka y Lubenka. Los confederados, atacados por una unidad de carabineros rusos al mando del conde de Castelli, procedentes de Sławatycze, fueron atacados por la retaguardia por la caballería de Suvórov (el Regimiento de Dragones de Vladímir más 50 cosacos) e intentaron romper el cerco.
Franciszek Ksawery Pułaski, el hermano de Casimiro, murió en la batalla. Los carabineros rusos dirigidos por Castelli aparecieron en la retaguardia, en dirección a Łomazy. Los Pulaski buscaron la salvación en un ataque audaz... Francisco atrapó a Castelli él mismo, pero [éste] logró dispararle fatalmente con un arma... en Włodawa, Los padres paulinos lo enterraron en una fosa común (…). Probablemente enterrado en el campo de batalla de Łomazy en una fosa común de los confederados de Bar en el campo de batalla cerca de Studzianka, en un lugar llamado Głuch, en la confluencia de los ríos Zielawa y Grabarka, marcado con una piedra de campo con una cruz (2009).

## Conmemoración
El 15 de septiembre de 2021 se descubrió una placa conmemorativa en el lugar de la tumba de los confederados de Bar en la reserva natural de Głuch.

## La batalla de Łomazy en la ficción
El enfrentamiento es mencionado por el personaje Cześnik Maciej Raptusiewicz en Zemsta (en polaco: La Venganza) de Aleksander Fredro, llamando a su sable «La Dama de Bar», enumera las batallas en las que participó y que fueron comandadas por Casimiro Pulaski:

Cześnik (sacando su sable)
¡Je, je, je! ¡Dama de Bar!

En Slonim, en Podhajce,

en Berdychów, en Łomazy.

Me serviste bien.
Venganza, acto. IV escena 1 .

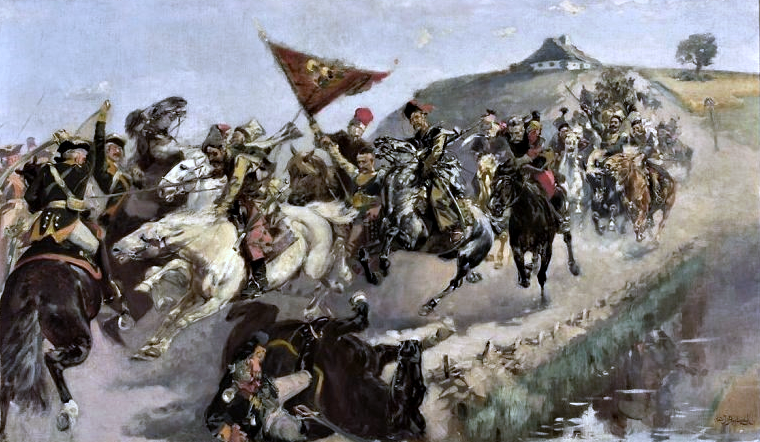
Escaramuza en la carretera - escaramuza entre los confederados de Bar y los rusos, óleo de Wacław Pawliszak
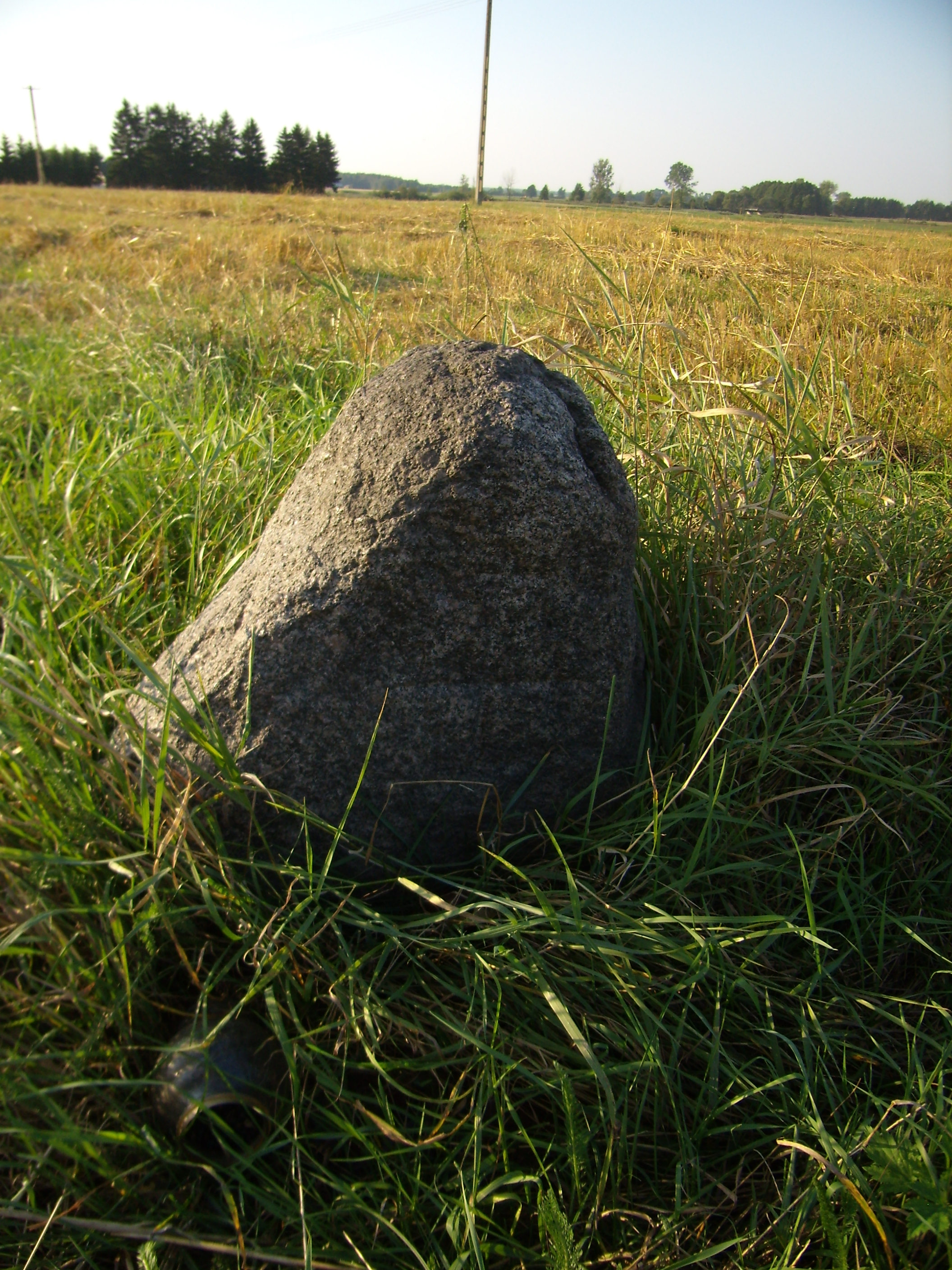
Una lápida con una cruz en la fosa común de los confederados muertos en batalla, 2009
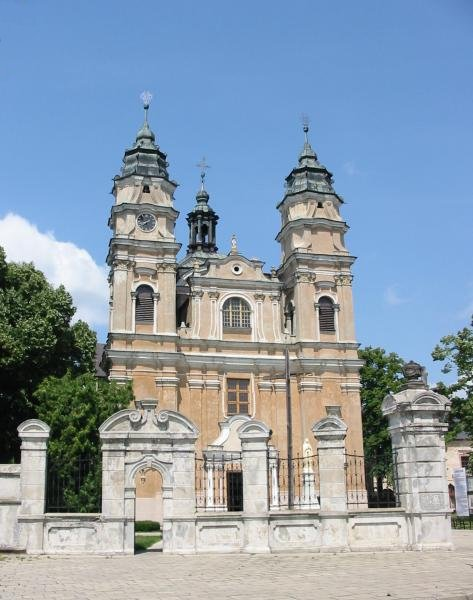
Cementerio junto a la iglesia paulina de San Luis en Włodawa: Probable lugar de la tumba de los confederados de Bar que murieron durante la retirada de Włodawa hacia Łomazy